# Štefan Král
Štefan Král (* 1933) je bývalý československý fotbalista, záložník.

## Fotbalová kariéra
V lize hrál za Slovan Bratislava a Rudou Hvězdu Brno. Odehrál 111 utkání a dal 2 góly. Vítěz Spartakiádního poháru 1960 a Československého poháru 1962 a 1963. V roce 1960 nastoupil v Poháru vítězů pohárů ve 4 utkáních.

## Ligová bilance
| Ročník                                   | Zápasy | Góly | Klub              |
| ---------------------------------------- | ------ | ---- | ----------------- |
| 1. československá fotbalová liga 1957/58 | 13     | 0    | Slovan Bratislava |
| 1. československá fotbalová liga 1958/59 | 8      | 0    | Slovan Bratislava |
| 1. československá fotbalová liga 1959/60 | 4      | 0    | Slovan Bratislava |
| 1. československá fotbalová liga 1959/60 | 17     | 0    | Rudá Hvězda Brno  |
| 1. československá fotbalová liga 1960/61 | 24     | 1    | Rudá Hvězda Brno  |
| 1. československá fotbalová liga 1961/62 | 25     | 1    | Slovan Bratislava |
| 1. československá fotbalová liga 1962/63 | 17     | 0    | Slovan Bratislava |
| 1. československá fotbalová liga 1963/64 | 3      | 0    | Slovan Bratislava |
| CELKEM                                   | 111    | 2    |                   |